# Cumberland County (Illinois)
Das Cumberland County ist ein County im US-amerikanischen Bundesstaat Illinois. Im Jahr 2010 hatte das County 11.048 Einwohner und eine Bevölkerungsdichte von 12,3 Einwohnern pro Quadratkilometer. Der Verwaltungssitz (County Seat) ist Toledo. Im Cumberland County gibt es drei öffentliche Bibliotheken und drei täglich erscheinende Zeitungen.

## Geografie
Das County liegt im mittleren Südosten von Illinois und wird vom Embarras River durchflossen. Es hat eine Fläche von 899 km², wovon 3 km² Wasserfläche ist. An das Cumberland County grenzen folgende Nachbarcountys:
|                  | Coles County  |              |
| Shelby County    |               | Clark County |
| Effingham County | Jasper County |              |

## Geschichte
Das Cumberland County wurde am 2. März 1843 aus dem südlichen Teil des Coles County gebildet. Benannt wurde das County nach der Cumberland Road, die damals den Potomac River mit dem Mississippi River verband.
Durch die immer weitere Aufteilung der Original-Countys gehörte die Fläche des jetzigen County 1809 bis 1812 zum St. Clair County, 1812 bis 1814 zum Madison County, 1814 bis 1817 zum Edwards County, 1817 bis 1819 zum Crawford County und 1819 bis 1830 zum Clark County, woraus 1830 das Coles County gebildet wurde.
Am 5. November 1885 brannte das Verwaltungsgebäude völlig nieder, wobei alle Bücher, Aufzeichnungen und Dokumente vernichtet wurden.

## Demografische Daten
Nach der Volkszählung im Jahr 2010 lebten im Cumberland County 11.048 Menschen in 4172 Haushalten. Die Bevölkerungsdichte betrug 12,3 Einwohner pro Quadratkilometer. In den 4172 Haushalten lebten statistisch je 2,65 Personen.
Ethnisch betrachtet setzte sich die Bevölkerung zusammen aus 98,0 Prozent Weißen, 0,7 Prozent Afroamerikanern, 0,2 Prozent amerikanischen Ureinwohnern, 0,3 Prozent Asiaten sowie aus anderen ethnischen Gruppen; 0,9 Prozent stammten von zwei oder mehr Ethnien ab. Unabhängig von der ethnischen Zugehörigkeit waren 9,0 Prozent der Bevölkerung spanischer oder lateinamerikanischer Abstammung.
23,4 Prozent der Bevölkerung waren unter 18 Jahre alt, 59,7 Prozent waren zwischen 18 und 64 und 16,9 Prozent waren 65 Jahre oder älter. 50,1 Prozent der Bevölkerung war weiblich.

Das jährliche Durchschnittseinkommen eines Haushalts lag bei 42.101 USD. Das Pro-Kopf-Einkommen betrug 21.262 USD. 12,5 Prozent der Einwohner lebten unterhalb der Armutsgrenze.

## Ortschaften im Cumberland County
Citys
- Casey1
- Neoga

Villages
- Greenup
- Jewett
- Montrose2
- Toledo

Unincorporated Communities
| - Bradbury - Dees - Diona3 - Hazel Dell - Janesville3 - Johnstown | - Liberty Hill - Lillyville - Maple Point - Neal - Roslyn - Timothy | - Trilla3 - Union Center - Vevay Park - Walla Walla - Woodbury |

1 – überwiegend im Clark County

2 – überwiegend im Effingham County

3 – teilweise im Coles County

## Gliederung
Das Cumberland County ist in acht Townships eingeteilt:
| Township               | Einwohner (2010) | FIPS     |
| ---------------------- | ---------------- | -------- |
| Cottonwood Township    | 521              | 17-16587 |
| Crooked Creek Township | 422              | 17-17640 |
| Greenup Township       | 2413             | 17-31537 |
| Neoga Township         | 3124             | 17-51993 |
| Spring Point Township  | 1294             | 17-72143 |
| Sumpter Township       | 1980             | 17-73729 |
| Union Township         | 690              | 17-76641 |
| Woodbury Township      | 604              | 17-82959 |